# Болсуновский, Карл Васильевич
Карл Васи́льевич Болсуно́вский (укр. Карл Васильович Болсуновський, 1838—1924) — российский и украинский историк, нумизмат, археолог, музейный деятель.

## Биография
Родился в городе Нижняя Сквира Киевской губернии. Учился в Киевском университете. Исторические исследования начал под влиянием В. Б. Антоновича. Некоторое время (в нач. XX в.) работал хранителем Минц-кабинета Киевского художественно-промышленного и научного музея; один из организаторов нумизматического кабинета (впоследствии — музея) Высших женских курсов в Киеве.
Член многих научных, краеведческих и художественных обществ Украины, России, Польши, а также архивных комиссий в Екатеринославе и Чернигове. Участвовал в проведении нескольких археологических съездов и раскопок (в частности, в Киеве под руководством В. В. Хвойки). Собрал собственную коллекцию памятников нумизматики, археологии, истории, народного искусства. Был владельцем 9 отдельных коллекций (иконы,автографы,экслибрисы итд.) В 1917 году, после переезда в Сквиру, на базе коллекции основал музей, официальным директором которого был с 1919 года.
Автор научных работ и публикаций по проблемам нумизматики, сфрагистики, геральдики, символики трипольской орнаментики, истории раннего христианства и его продвижения на землях славян. Изучая геральдические знаки древнерусских князей, выразил оригинальные гипотезы о происхождении трезубца — «знака Рюриковичей». Один из первых исследователей такой группы сфрагистических памятников, как пломбы. В 1892—1894 годах издал их первый каталог.
Работал над биографическим очерком, посвящённым Т. Г. Шевченко, с которым был лично знаком (очерк сохранился в рукописи).

## Сочинения
- Заметки о загадочной фигуре на монетах великого княжества Киевского. К., 1889 [в соавт.]
- Дрогочинские пломбы. К., 1892—1894
- Русские монетные гривны, их форма и происхождение. К., 1903
- Автономные монеты Галицкой Руси XIV—XV вв. К., 1905
- Родовой знак Рюриковичей, Великих Князей Киевских. Геральдическое исследование, предназначенное к чтению на XVI Археологическом съезде в г. Чернигове. К., 1908
- В. В. Антонович как нумизмат. Исторический очерк. СПб., 1912.